# Steindachnerina argentea
Steindachnerina argentea és una espècie de peix de la família dels curimàtids i de l'ordre dels caraciformes.

## Morfologia
- Els mascles poden assolir 9,3 cm de llargària total.[5]

## Hàbitat
Viu en zones de clima tropical.

## Distribució geogràfica
Es troba a Sud-amèrica: conca del riu Orinoco i rius del vessant atlàntic de Veneçuela i l'illa de Trinitat.